# Michael Olson
Michael Fors Olson, né le 29 juin 1966 à Park Ridge (Illinois), dans la banlieue de Chicago, est un évêque catholique américain, évêque de Fort Worth (au Texas), depuis 2013.

## Formation
Michael Olson naît dans l'Illinois de Ronald G. et Janice (née Fetzer) Olson, il a trois sœurs. Il est élevé à Des Plaines (Illinois) à la St. Mary’s School, puis il entre au Quigley Preparatory Seminary (aujourd'hui fermé) de Chicago. Peu de temps après sa famille déménage à Fort Worth dans le Texas et il devient séminariste de ce diocèse. Il obtient un bachelor of arts et un master's degree en philosophie de l'université catholique d'Amérique, puis un master of arts  en théologie de l'université Saint-Thomas (en) de Houston et un doctorat en théologie morale de l'académie alphonsienne de Rome,. Olson est ordonné prêtre pour le diocèse de Fort Worth, le 3 juin 1994.

## Prêtre
Après son ordination, Michael Olson sert comme vicaire à l'église Saint-Michel de Bedford de 1994 à 1997. De 1997 à 2001, il poursuit des études doctorales au Center for Health Care Ethics in the Catholic Tradition à l'université de Saint-Louis. Ensuite, l'abbé Olson est directeur de la formation du St. Mary’s Seminary de Houston de 2001 à 2006, puis vicaire général de Fort Worth de 2006 à 2008, puis il est recteur du Holy Trinity Seminary d'Irving de 2008 à 2013. Il est élevé au rang honorifique de chapelain de Sa Sainteté par Benoît XVI en 2010.

## Évêque de Fort Worth

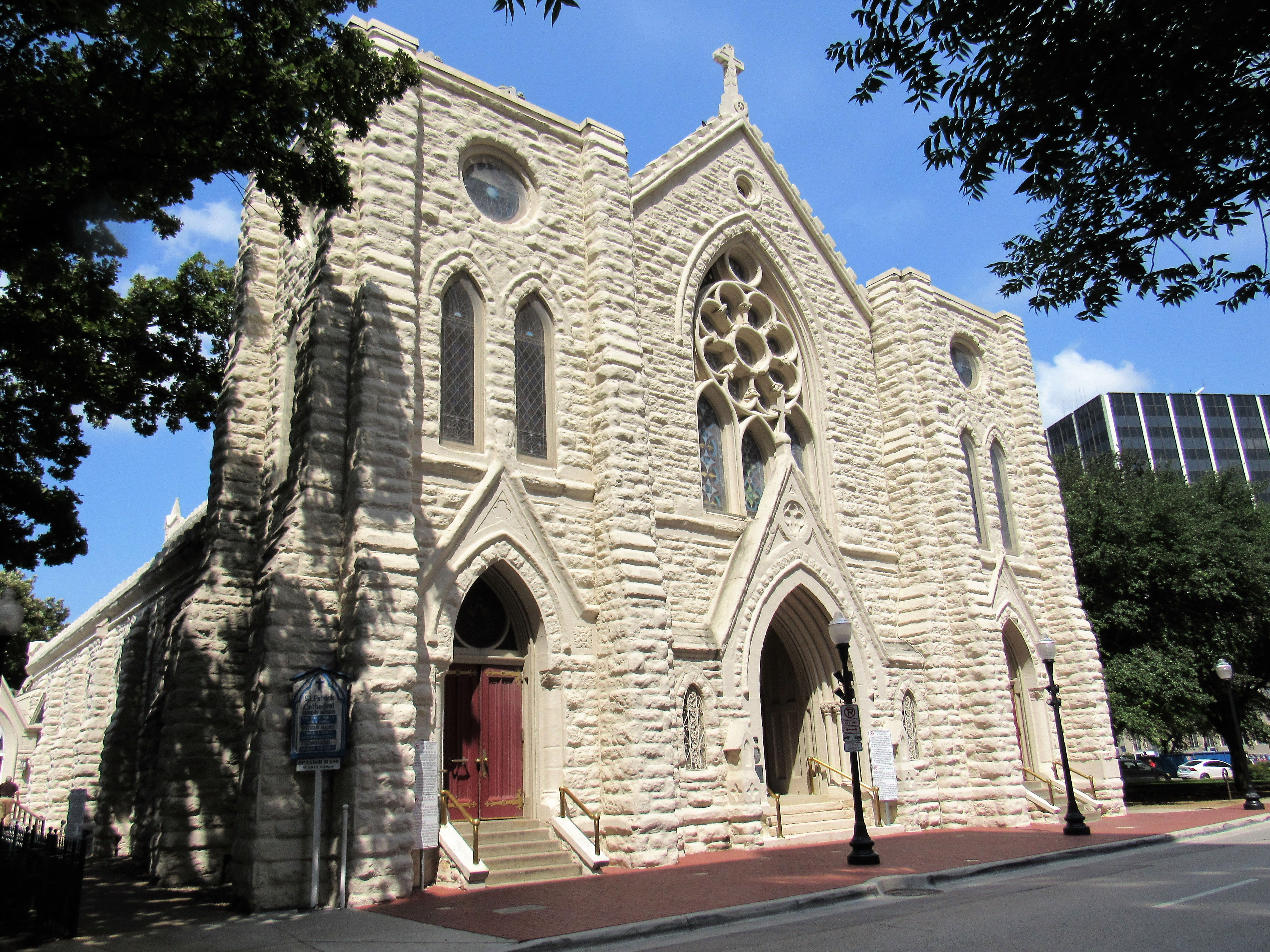
Cathédrale de Fort Worth

Le pape François le nomme évêque de Fort Worth, le 19 novembre 2013, où une forte immigration d'Amérique latine fait croître très rapidement la population catholique. Il est consacré le 29 janvier 2014 par Mgr Gustavo García-Siller (en), MSpS, archevêque de San Antonio,. La liturgie est célébrée, non pas dans la cathédrale Saint-Patrick de Fort Worth, trop petite, mais au Fort Worth Convention Center.
Quand Mgr Olson prend possession du diocèse, la construction de sa cathédrale n'est pas encore achevée et les travaux sont sur le point de s'arrêter faute d'argent, car le diocèse est financièrement exsangue. Le nouvel évêque lance alors une campagne importante, mais les gens ne lui font pas confiance. Cependant le 30 décembre 2014 Mgr Olson est nommé par le Saint-Siège à l'important tribunal de la Rote romaine et, en raison de ses connaissances en théologie morale et en droit canon, il est élevé à la dignité épiscopale de prélat d'honneur de sa Sainteté.